# Mike Kiprotich Mutai
Mike Kiprotich Mutai (* 1987) ist ein kenianischer Langstreckenläufer.
Am 4. März 2012 siegte er beim 20 van Alphen, einem 20-Kilometer-Lauf, mit 59:30 min. Den Danzhou-Marathon gewann er am 15. Dezember 2012 in 2:13:54 h. 2014 gewann er den Chongqing-Marathon in 2:10:43 h und am 4. Oktober 2015 den Laikipia-Halbmarathon nach 1:01:54 h. Am 17. Januar 2016 siegte er beim Hong Kong Marathon nach 2:12:12 h, einem Lauf mit dem Label Gold der IAAF Road Race Label Events 2016.

## Persönliche Bestzeiten
- 10-km-Straßenlauf: 28:20 min, 17. April 2011, Nizza
- Halbmarathon: 1:01:41 h, 25. September 2011, Remich
- Marathon: 2:09:18 h, 27. Januar 2012, Dubai